# Villa Venezia

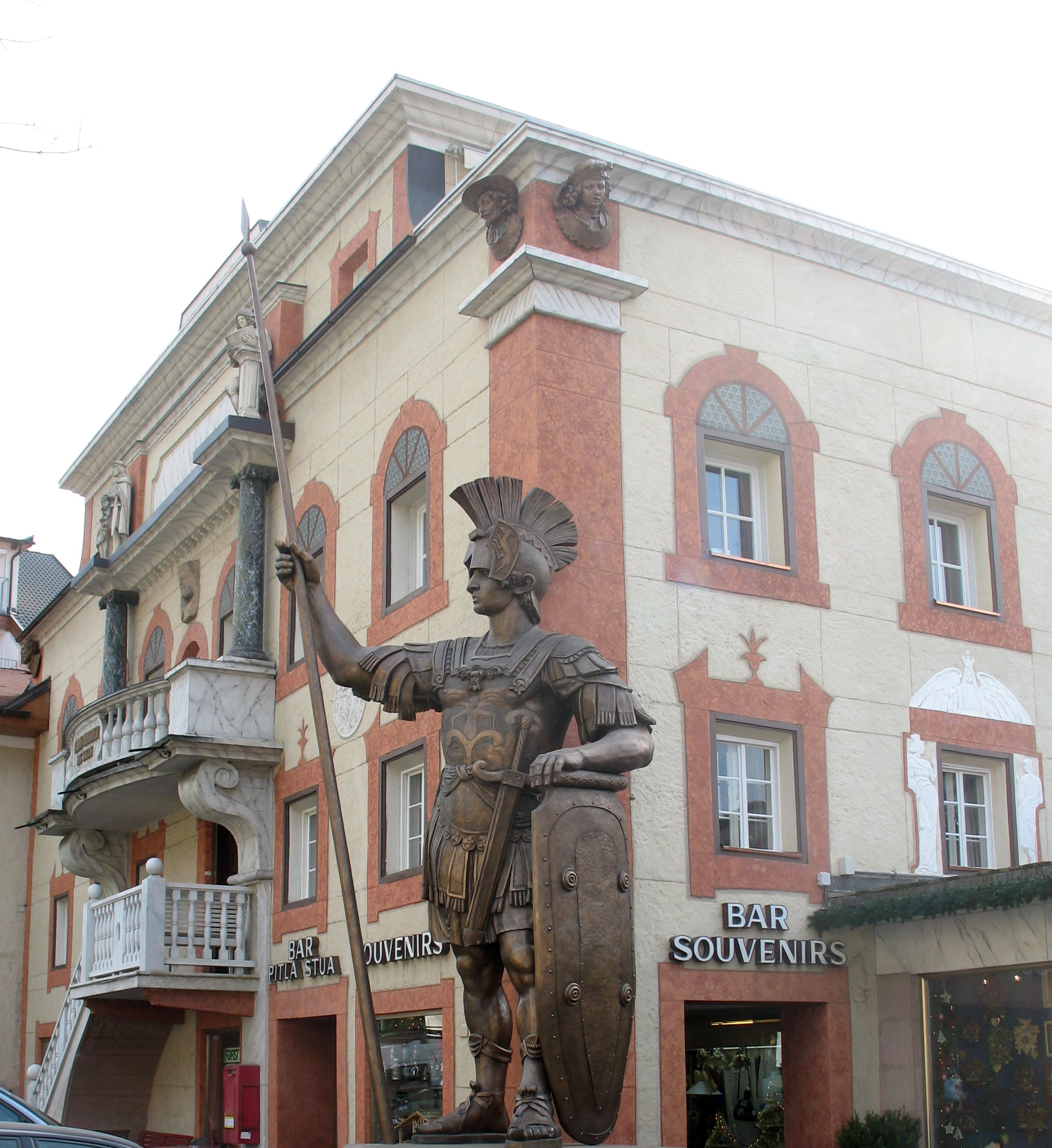
Die übermannsgroße Drusus-Skulptur vor der Villa

Villa Venezia ist ein historisches Gebäude in St. Ulrich in Gröden, das der Künstler Johann Batista Moroder–Lusenberg, auch „Batista de Trinadianesch“ genannt, in den Jahren 1903 bis 1905 erbaute.

## Geschichte

### Vorgeschichte
Vor 1800 gehörte das Areal zwischen der Rezia-Straße im Ortszentrum von St. Ulrich und dem Grödner Bach noch zum alten Bauernhof Planaces. Dort standen das Oberschmiedhaus „Pitl-Fever“ (Kleiner Schmied) und die alte Getreidemühle von Planaces (auf Ladinisch „Mulin da Planaces“). Moroder-Lusenbergs Ehefrau Katharina „Trina“ Bernardi ererbte 1896 das Oberschmiedhaus von ihren Eltern.
Das Oberschmiedhaus Pitl-Fever wurde zunächst nicht abgerissen, sondern nach Moroder-Lusenbergs Hochzeit mit Trina 1895 für die eigenen Bedürfnisse umgebaut.
In den ersten Jahren seiner bildhauerischen Tätigkeit im Oberschmiedhaus, also von 1895 bis 1903, arbeitete Batista in einer einfachen aus Holz gebauten Werkstatt an der Südseite des Gebäudes. Diese Werkstatt wurden bis zum Abbruch in den 1960er-Jahren „la berstot dl pere“ (die Werkstatt des Vaters) genannt.

### Die Erbauung der Villa Venezia

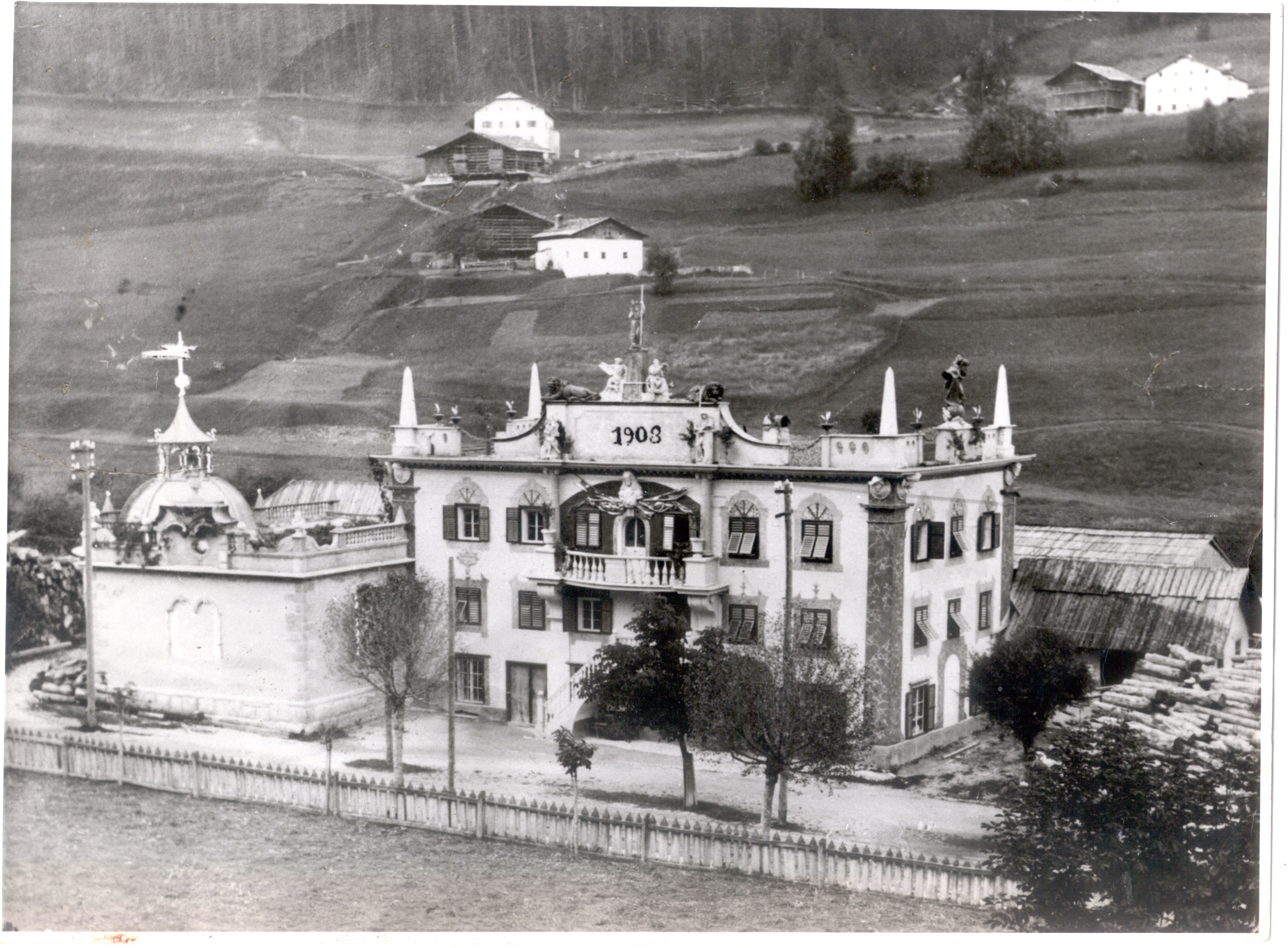
Villa Venezia

Der venezianische Stil und die historistischen Bauformen der Neorenaissance faszinierten Johann Baptist Moroder seit je. Seine Hochzeitsreise führte ihn nach Venedig, und die Seerepublik stand auch bei der Namengebung des Neubaus Pate.
Mit dem Bau der Villa Venezia wurde im Jahre 1903 begonnen; zwei Jahre später waren die Bauarbeiten abgeschlossen.
Als er mit dem Bau begann, verfügte Moroder-Lusenberg über wenig Kapital. Einen Teil der Baukosten finanzierte Batista über eine Erbschaft, die ihm von seiner früh verstorbenen Mutter zufiel. In der Familie Moroder (nach der Gattin auch Trinadeianesc genannt) wird erzählt, Batista hätte die für St. Ulrich eher fremdartige Villa selbst gezeichnet und einen Großteil der Bauarbeiten selbst erledigt. Der als fleißig und geschickt geltende Baumeister wirkte auch als Handlanger, Künstler und Dekorateur. Einfache Hebemaschinen erleichterten die Arbeit. Batista vergrößerte das alte Schmiedhaus gegen Osten hin bis zum einstigen Künstleratelier, dem heutigen Cafe Domino.

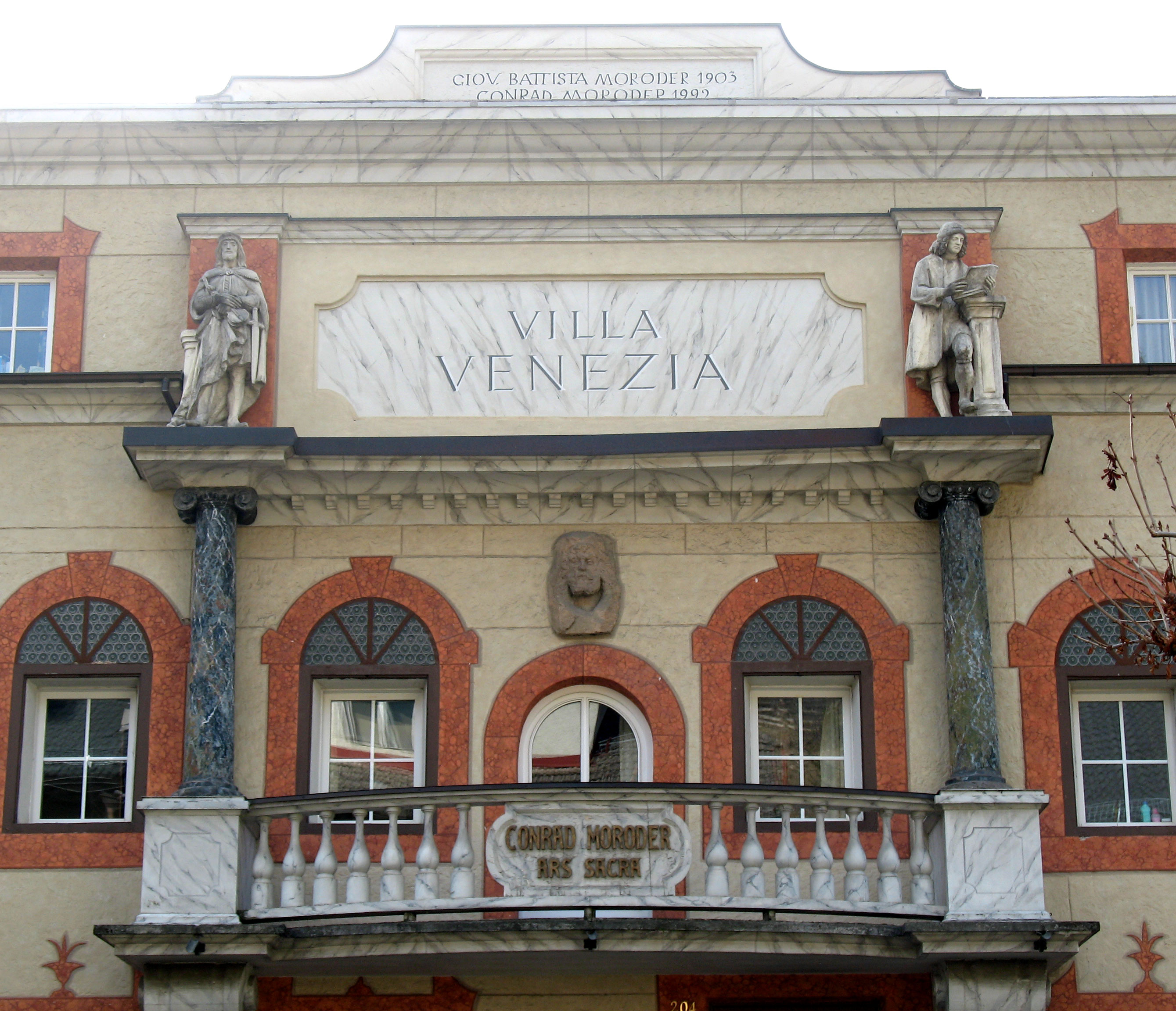
Die Schauseite der Villa

### Die Villa während der Kriegsjahre und der ersten Nachkriegsjahre
Im Ersten Weltkrieg musste Batista, Vater von drei Söhnen, an die Front. Als 45-Jähriger war er für kurze Zeit am Col di Lana an der heiß umkämpften Dolomitenfront. Die drei Söhne waren ebenfalls im Krieg, der Jüngste war erst 18 Jahre alt.
In den Kriegsjahren 1915–1916 wohnte ein Teil des österreichischen Generalstabs in der Villa. Es waren Ingenieure und Geometer, die für den Bau der Grödner Bahn im Abschnitt der Gemeinde St. Ulrich verantwortlich waren. Etwa sieben Männer schliefen im zweiten Stock der Villa.
Um die Mitte der 1920er-Jahre gab es so wenig Arbeit für die Grödner Holzbildhauer, dass sich der alternde und bereits kranke Batista auf das Schnitzen kleiner Kruzifixe und Holzfiguren verlegte. Zwei der älteren Söhne, Luis und Oswald, wanderten aus, um in benachbarten Staaten Mitteleuropas Arbeit als Bildhauer zu suchen. Luis zog nach Köln und arbeitet dort einige Jahre als Steinbildhauer am Kölner Dom. Oswald verblieb als einziger Bildhauer der Familie Moroder de Trinadeianesc in der Werkstatt des Vaters. Sohn Konrad wohnte in der Villa Venezia, die Lebensumstände waren bescheiden. Konrad arbeitete nach 1927 in den beiden Tischlerwerkstätten, die sich an der Südseite der Villa befanden. Er schuf, zumeist allein, schöne Möbel. Er war ein sehr fleißiger, geschickter und vielseitiger Handwerker.
Von den 1920er bis zu den 1950er Jahren bestand links von der Wohnungstür im ersten Stock, in der einstigen Wohnung des Batista und der Trina, eine kleine holzgetäfelte Stube, „Pitla Stua“ (kleine Stube) genannt. Diese diente einst den vielen Kindern Batistas als Musikraum, in dem die Instrumente der musikliebenden Familie auch abgestellt werden konnten. Batistas Sohn Johann Franz und die Tochter Katharina waren auch Organisten der Pfarrkirche von St. Ulrich.

### Die Villa Venezia heute
Im Jahre 1933 erbte Konrad Moroder, ein Sohn Johann Baptists, die baulich ziemlich heruntergekommene, zudem mit Schulden belastete Villa. Etwa ab dem Jahr 1924 hatte sich die Wirtschaftslage auch in Gröden Jahr für Jahr verschlechtert. Der Bruder Walter zu Ronc erbte das Werkstattgebäude, das Atelier und gleich östlich davon einen Baugrund. Ein weiterer Bruder namens Batista hatte gleich rechts, neben der Villa, das alte Fotografenatelier Dominik Holzknechts geerbt.
Anfang der 1960er-Jahre, in der Zeit des ersten Baubooms in Gröden nach Kriegsende, bestand die Gefahr, dass das baufällige Haus abgerissen werden könnte. 
Die Verbundenheit der Stammfamilien mit dem Haus des Großvaters bzw. Urgroßvaters hat einen radikalen Abriss oder einen stilwidrigen Umbau der Villa verhindert.
Inzwischen steht die gut restaurierte Villa unter Denkmalschutz und gehört zu den besonderen Sehenswürdigkeiten von St. Ulrich.

## Drusus und die Räter
Der übermannsgroße römische Legionär aus Holz (5,30 m hoch) an der Nordwestseite der Villa Venezia stellt den römischen Feldherren Drusus, den Eroberer der Räter in Tirol, dar. 
Die Idee, diese geschichtliche Persönlichkeit zu schnitzen, verdankte Batista seinem Bruder, dem Heimatforscher Wilhelm Moroder-Lusenberg. Er erläuterte Batista die Person und die historischen Zusammenhänge.
Vor der Verwirklichung der Holzfigur entwarf Batista ein Tonmodell, das als Vorlage der Skulptur diente. 
Neben dem ladinischen Namen „l gran mandl“ (der große Mann) führt die Skulptur oft auch die Bezeichnung „der römische Legionär“. Dies entsprach nicht gänzlich Wilhelms Vorstellungen, stellt doch die knapp über 5 m hohe Monumentalfigur, was die Kleidung betrifft, nicht einen einfachen Legionär, sondern einen Feldherrn dar. Die Statue ist eine auch eine über die Grenze Südtirols hinaus bekannte Skulptur. Damit sie auch weiterhin erhalten bleibt, wurde sie 2001 in Bronze gegossen.